# Solovjov D-20
Solovjov D-20P byl dvouproudový motor s nízkým obtokovým poměrem a tahu 52,9 kN (11 900 lbf). Vznikl v konstrukční kanceláři Solovjov a byl prvním dvouproudovým motorem pro použití v dopravních letadlech. Motor byl použit na letounu Tupolev Tu-124. Pozdnější derivát s větším obtokovým poměrem, D-20P-125, byl dále vyvíjen a poskytl základ pro sérii motorů s nízkým a středním obtokovým poměrem Solovjov D-30.

## Specifikace
Data pocházejí z Aircraft engines of the World 1970

### Technické údaje
- Typ: dvouhřídelový dvouproudový motor
- Průměr: 976 mm
- Délka: 3 340 mm
- Hmotnost suchého motoru: 1 450 kg

### Součásti
- Kompresor: axiální, 3 nízkotlaké stupně a 8 stupňů vysokotlakého kompresoru
- Spalovací komora: hybridní, 12 komor
- Turbína: jeden stupeň vysokotlaká, 2 stupně nízkotlaká
- Palivo: letecký petrolej Jet A, Jet A-1, JP-1

### Výkony
- Maximální tah: 53 kN (11 900 lbf) při 11 700 ot./min (vyskotlaká)
- Celkový poměr stlačení: 13:1
  - Dmychadlo: 2,6:1
  - Vysokotlaká část: 13,6:1
- Obtokový poměr: 1:1
- Průtok/hltnost vzduchu: 
  - Dmychadlo: 113 kg/s (250 lb/s) při 8 550 ot./min (nizkotlaká)
  - Vysokotlaká část: 56.5 kg/s (125 lb/s) při 11,7000 ot./min (vyskotlaká)
- Teplota plynů před turbínou: 650 °C
- Měrná spotřeba paliva: 92 kg/kN/h (při vzletu)
- Poměr tah/hmotnost: 3,73